# Aankomst der boten
Aankomst der boten is een olieverfschilderij van de Nederlandse kunstschilder Jacob Maris, geschilderd in 1884. Het toont de Scheveningse vissersbevolking wachtend op de binnenkomst van de vissersvloot. Het doek bevindt zich sinds 1910 in de collectie van het Rijksmuseum Amsterdam, als een schenking van het kunstverzamelaarsechtpaar Drucker-Fraser.

## Context
Scheveningen had tot 1904 geen eigen haven, hoewel de visserij, en in het bijzonder de haringvangst, de belangrijkste inkomstenbron was voor de lokale bevolking. De vissersschepen, bomschuiten met brede rompen en platte bodems, werden tot die tijd op het strand getrokken. Een belangrijke taak daarbij was weggelegd voor de "lijnhaalder", die te paard het anker van het binnenlopende schip moest ophalen, en de "peek", die met een seinvlag de plaats waar het schip op het strand moest landen hoorde aan te geven. Maris beeldt de twee mannen met deze verdwenen beroepen centraal af op het hier besproken doek Aankomst der boten, te midden van een groep andere Scheveningers. Waar hij zich doorgaans richtte op de schepen zelf en de enorme wolkenluchten erboven, is het een van de weinige werken van zijn hand met vissersbevolking als centraal onderwerp,

## Afbeelding
Aankomst der boten toont een dagelijkse gebeurtenis aan het Scheveningse strand. Zo'n beetje het hele dorp, jong en oud, heeft zich verzameld om de binnenlopende bomschuiten het strand op te trekken. Vooral de in een gele oliejas gestoken, hoog te paard gezeten lijnhaalder trekt de aandacht. Naast hem staat de peek, een bejaarde zeeman, die met zijn blauwe seinvlag de plaats aan zal geven waar de kielloze boot op het strand moet landen. Het vissersvolk aan weerszijden van de twee mannen staat klaar voor de visafslag, die na aankomst van de vloot op het strand meteen plaats zal vinden. Maris koos het formaat en de compositie zodanig dat ook de kijker bij de voorstelling wordt betrokken: het voelt alsof hij achter in de rij staat.
Aankomst der boten is een bij uitstek realistisch schilderij te noemen. De houding van de figuren drukt iets zorgelijks uit, zonder de sentimentaliteit die bijvoorbeeld het werk van Jozef Israëls kenmerkt. Het zware vissersbestaan wordt ten voeten uit afgebeeld en benadrukt door de diepdonkere tonen bruin, grijs en oker, maar bijvoorbeeld ook door de zware, dikke verfopdracht. Door het centraal stellen van de werkzaamheden en omstandigheden van de arme vissersbevolking, en deze letterlijk op de voorgrond te plaatsen, doet het werk wel denken aan Franse realisten als Gustave Courbet en Jean-François Millet, wier werk hij in Parijs had leren kennen.